# Zweifarbiger Blattsteiger
Der Zweifarbige Blattsteiger (Phyllobates bicolor) ist eine Art der Gattung Blattsteiger (Phyllobates) und gehört der Familie der Baumsteigerfrösche (Dendrobatidae) an. Sie ist mit ihrer kräftig gelben Grundfarbe der Art Phyllobates terribilis sehr ähnlich, steht ihr an Giftigkeit kaum nach und unterscheidet sich äußerlich vor allem durch die teilweise dunkle Pigmentierung der Beine und eines Teils des Bauches.

## Vorkommen
Dieser Frosch ist im warmen, feuchten Regenwald des Chocó-Gebiets in Westkolumbien entlang des Río San Juan heimisch; eine weitere Population findet sich weiter südlich in der Quebrada Gangui. Die Art ist zwar häufig, wird aber wie viele andere durch die zunehmende Einschränkung des Lebensraums, Umweltverschmutzung und eingewanderte Arten bedroht.

## Toxizität
P. bicolor ist nach P. terribilis der zweitgiftigste Pfeilgiftfrosch; 150 Mikrogramm seines zu den Batrachotoxinen zählenden Giftes reichen aus, um einen erwachsenen Menschen zu töten; der Tod tritt durch Muskel- und Atemlähmung ein. Einheimische Jäger setzen die Frösche oft der Hitze einer Flamme aus, um sie ihr Gift für die Nutzung an Pfeilen „ausschwitzen“ zu lassen. Da die Tiere ihr Gift aus ihrer natürlichen Nahrung gewinnen, verlieren sie ihr Gift in Gefangenschaft.